# گوراونا
گوراونا (به لاتین: Goravena) یک منطقه مسکونی در جمهوری آذربایجان است که در شهرستان ترتر واقع شده است.